# گاوینه‌رود
گاوینه‌رود، روستایی در دهستان گاوینه‌رود بخش صومعه شهرستان ترکمانچای در استان آذربایجان شرقی ایران است. این روستا، مرکز دهستان گاوینه‌رود است.

## جمعیت
بر پایه سرشماری عمومی نفوس و مسکن در سال ۱۳۹۵، جمعیت این روستا برابر با ۳۴۰ نفر (۱۱۰ خانوار) بوده است.